# Marcela Sánchez Buitrago
Marcela Sánchez Buitrago es una trabajadora social y activista por los derechos de las personas LGBT+ colombiana. Es directora de Colombia Diversa.

## Biografía
Sánchez Buitrago nació en la localidad colombiana de Belalcázar. Estudió Trabajo social en la Universidad Nacional de Colombia. Tiene estudios de maestría en Mujer, Género y Desarrollo y obtuvo el título de magíster en Construcción de Paz de la Universidad de los Andes. Su área de investigación y trabajo es la participación política de las mujeres, violencia contra las mujeres, salud sexual y salud reproductiva y derechos humanos tanto en investigación como en estrategias de incidencia política en Colombia especialmente en el reconocimiento de los derechos a personas LGBT, sus familias y sus hijos.
Fue becaria de desarrollo académico y profesional del Programa Fulbright en la Universidad de Minnesota para el periodo 2014-2015.
Desarrolló su carrera como trabajadora social en diferentes ámbitos como en la universidad de la que egresó, así como en la Dirección de Equidad para la mujer, la Casa de la Mujer de Bogotá y Profamilia.
Abiertamente lesbiana, destaca su activismo por los derechos LGBT. En 2004 fue una de las fundadoras de la organización LGBT Colombia Diversa, de la que es su directora ejecutiva.